# Дорофеево (Орехово-Зуевский район)
Дорофе́ево — деревня в Орехово-Зуевском муниципальном районе Московской области. Входит в состав сельского поселения Белавинское. Население — 63 чел. (2010).

## Расположение
Деревня Дорофеево расположена в восточной части Орехово-Зуевского района, примерно в 25 км к юго-востоку от города Орехово-Зуево. Высота над уровнем моря 143 м.

## История
На момент отмены крепостного права деревня принадлежала помещику Рукину. После 1861 года деревня вошла в состав Старовской волости Егорьевского уезда. Приход находился в селе Ново-Покровское.
В 1926 году деревня входила в Дорофеевский сельсовет Красновской волости Егорьевского уезда.
До 2006 года Дорофеево входило в состав Белавинского сельского округа Орехово-Зуевского района.

## Население
В 1885 году в деревне проживало 724 человека, в 1905 году — 755 человек (366 мужчин, 389 женщин), в 1926 году — 695 человек (349 мужчин, 346 женщин). По переписи 2002 года — 65 человек (31 мужчина, 34 женщины).
| 1859 | 1868 | 1885 | 1905 | 1926 | 2002 | 2006 |
| ---- | ---- | ---- | ---- | ---- | ---- | ---- |
| 517  | ↗574 | ↗724 | ↗755 | ↘695 | ↘65  | ↘47  |
| 2010 |      |      |      |      |      |      |
| ↗63  |      |      |      |      |      |      |